# Paraneuretus
Paraneuretus este un gen dispărut de formicid din subfamilia de furnici Aneuretinae cunoscută din fosilele găsite în Asia și Europa. Genul conține trei specii din eocenul mijlociu până la târziu, Paraneuretus dubovikoffi, Paraneuretus longicornis, și Paraneuretus tornquisti.

## Istorie și clasificare
Paraneuretus este cunoscut din peste douăzeci și cinci de exemplare fosile adulte care sunt compuse din masculi adulți completi, lucrătoare și regine. Primele fosile au fost descoperite conservate sub formă de includere în bucăți transparente de chihlimbar baltic. Chihlimbarul baltic are aproximativ patruzeci și șase de milioane de ani, fiind depus în timpul etapei lutețian din Eocenul mijlociu. Există o dezbatere cu privire la familia de plante din care a fost produs chihlimbarul, cu dovezi care susțin rudele fie ale lui Pinus, Agathis sau Sciadopitys. Paleomediul din pădurile baltice din Eocen au fost două specii de „Paraneuretus” trăite în insule temperate umede până la subtropicale. Pădurile erau compuse mai ales din speciile Quercus și Pinus, în timp ce secțiunile inferioare ale pădurilor aveau elemente de plante paratropicale, cum ar fi palmierii.
Când au fost descrise pentru prima dată, specimenele tip au fost incluse în mai multe colecții diferite, inclusiv în colecția de chihlimbar a Universității din Königsberg. Fosilele au fost studiate pentru prima dată de entomologul american William Morton Wheeler și au descris genul plus două specii în lucrarea sa din 1915 Furnicile chihlimbarului baltic.  Desemnată ca specie tip a genului, P. tornquisti a fost descrisă dintr-o serie de douăzeci și doi de muncitori și doi masculi plasați în patru colecții diferite de chihlimbar. În schimb, specia P. longicornis a fost descrisă de la un singur mascul din colecția Klebs.